# Stazione di Ferrania
La stazione di Ferrania è una fermata ferroviaria posta lungo la linea Torino-Savona, a servizio dell'omonimo centro abitato, frazione del comune di Cairo Montenotte.

## Storia
La fermata di Ferrania, abilitata al servizio viaggiatori e merci a grande velocità, venne attivata l'11 settembre 1893.
Successivamente venne trasformata in stazione, con un binario di precedenza.
Il 30 maggio 2012 venne nuovamente trasformata in fermata in questo modo il binario di precedenza è stato disarmato.

## Movimento
La stazione è servita, in media, giornalmente da 7 treni regionali operati da Trenitalia nell'ambito del contratto di servizio stipulato con la Regione Liguria .
I treni che fermano a Ferrania hanno destinazione:
- Savona
- Alessandria

## Servizi
La stazione non è dotata né di biglietteria a sportello né automatica. Il binario di corsa non è servito da una pensilina né da una sala di attesa, sono altresì disponibili alcune panchine per i viaggiatori in attesa. La stazione era dotata di un piccolo scalo merci con annesso magazzino (ancora in buone condizioni) e piano caricatore non più in uso. Inoltre, nei pressi del vicino passaggio a livello lungo il marciapiede del binario disarmato, sono presenti il fabbricato che ospitava i servizi igienici e una piccola fontana, entrambi non più in funzione.
La stazione offre i seguenti servizi:
- Annunci sonori per arrivi e partenze treni
- Schermi digitali per arrivi e partenze treni

## Interscambi
Appena fuori la stazione è presente la fermata per gli autobus che collegano Ferrania con gli altri Comuni della zona ed una decina di posti auto a disposizione dei viaggiatori e dei pendolari.
- Fermata autobus
- Parcheggio di scambio